# Oxytropis danorum
Oxytropis danorum är en ärtväxtart som beskrevs av Karl Heinz Rechinger. Oxytropis danorum ingår i släktet klovedlar, och familjen ärtväxter. Inga underarter finns listade i Catalogue of Life.